# Mohammed Hazzaz
Mohammed Hazzaz (àrab: حميد الهزاز)  (Marroc, 30 de novembre de 1945 - Fes, 13 de gener de 2018) és un exfutbolista marroquí de la dècada de 1970.
Fou internacional amb la selecció del Marroc amb la qual participà en la Copa del Món de futbol de 1970.
Pel que fa a clubs, destacà a Maghreb Fès.